# 小林市立紙屋小学校
小林市立紙屋小学校（こばやししりつ かみやしょうがっこう）は、宮崎県小林市野尻町紙屋にある公立の小学校。

## 概要
歴史
1873年（明治6年）創立。現校名となったのは2010年（平成22年）。2023年（令和5年）に創立150周年を迎えた。
校章
中央に校名の頭文字である「紙」の文字を図案化したものを配している。
校歌
作詞は川崎栄一と佐伯英雄、作曲は緒方広一による。歌詞は3番まであり、各番の歌詞中に校名の「紙屋小」が登場する。
校区
「野尻1区、野尻2区」。中学校区は小林市立紙屋中学校。

## 沿革
- 1873年（明治6年）10月10日 - 紙屋村字下村に「紙屋小学校」が設立される。
- 1875年（明治8年）12月 - 火災により、校舎を焼失。
- 1876年（明治9年）2月 - 現在地に木造校舎を新築の上、移転を完了。
- 1884年（明治17年）7月 - 暴風雨により、校舎が倒壊。
- 1885年（明治18年）3月 - 校舎を改築（復旧）。
- 1886年（明治19年）- 統合により、「簡易野尻小学校 紙屋分校」となる。
- 1887年（明治20年）- 小学校令施行により、簡易科（3年制）を設置の上、「簡易紙屋小学校」として独立。
- 1889年（明治22年）5月1日 - 町村制施行により、西諸県郡3村（紙屋・東麓・三ヶ野山）が合併の上、「野尻村」が発足。
- 1890年（明治23年）- 尋常科（4年制）を設置の上、「尋常紙屋小学校」に改称。
- 1892年（明治25年）- 「紙屋尋常小学校」に改称。
- 1906年（明治39年）- 高等科（4年制）を併置の上、「紙屋尋常高等小学校」に改称。
- 1908年（明治41年）4月 - 改正小学校令により、尋常科（義務教育年限）が4年制から6年制に改められる。旧高等科1年を尋常科5年に、旧高等科2年を尋常科6年に、旧高等科3年を高等科1年に、旧高等科4年を高等科2年に改める。
- 1941年（昭和16年）4月1日 - 国民学校令施行により、「野尻村紙屋国民学校」に改称。尋常科を初等科に改める。
- 1947年（昭和22年）- 学制改革が行われる（六・三制の実施）。
  - 4月1日 - 国民学校の初等科は、新制小学校「野尻村立紙屋小学校」に改組・改称。
  - 5月8日 - 国民学校の高等科は、青年学校普通科とともに、新制中学校「野尻村立紙屋中学校」に改組・改称。なお、新制中学校の統合校舎が完成するまでの間、紙屋小学校でも中学校の授業が行われた。
- 1948年（昭和23年）4月1日 - 野尻村の一部[2]が分立の上、「紙屋村」が発足。これにより「紙屋村立紙屋小学校」に改称。
- 1954年（昭和29年）4月 - 北校舎を改築。
- 1955年（昭和30年）2月11日 - 2村（野尻・紙屋）合併により「野尻町」が発足。「野尻町立紙屋小学校」に改称。
- 1960年（昭和35年）10月 - 給食を開始。
- 2010年（平成22年）3月23日 - 野尻町が小林市と合併し、「小林市立紙屋小学校」（現校名）と改称。

## アクセス
最寄りのバス停
- 宮崎交通バス 「紙屋大橋」停留所

最寄りの幹線道路
- 国道268号（えびのスカイライン）

## 周辺
- 小林市立紙屋中学校
- 紙屋郵便局